# Pietro Giorgio Tolomei
Pietro Giorgio di Tolomei, dit « le Teramano » (-1476) fut recteur du sanctuaire de Lorette de 1450 à 1473. Originaire des Abruzzes, il est connu comme l’auteur de la Translatio miraculosa ecclesie beatissime virginis Marie de Loreta ; premier récit paru en 1475 et qui pose l’existence de la sainte maison de la Vierge Marie à Nazareth après sa translation par des Anges depuis la Terre Sainte jusqu’à Lorette en Italie.

## La Translatio miraculosa ecclesie beatissime virginis Marie de Loreta
Ce court texte d'à peine six pages sur la sainte Maison et ses promenades épiques le long du littoral adriatique est devenu un best-seller moderne.

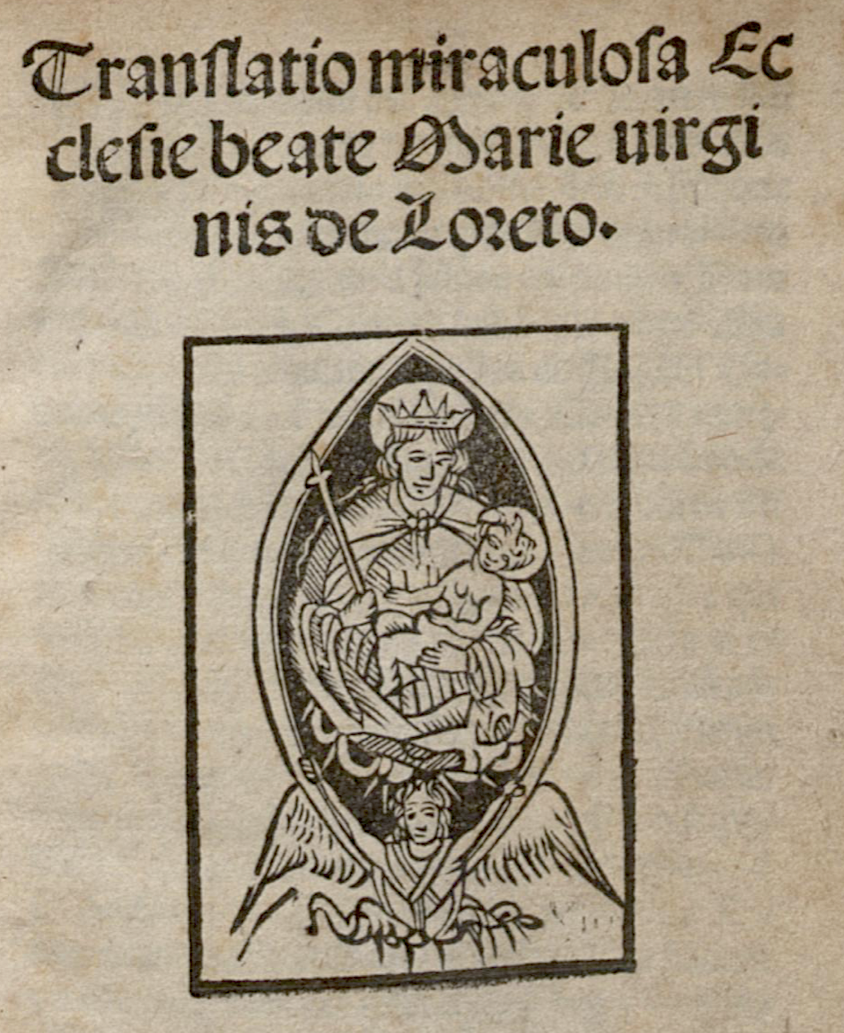
Gravure de L'édition de 1495 de la Translatio miraculosa ecclesie beate Marie virginis de Loreto de Pietro Giorgio Tolomei

Le texte parut dans près de 25 éditions notamment italiennes et allemandes au cours des trente années suivant sa rédaction. Grâce à ce texte, le culte de la sainte Maison de Lorette s’est développé dans un phénomène international qui est rapidement tombé sous le contrôle du pape. Ce document examine la Sainte Maison errante comme un phénomène à la fois religieux et politique et répond à la fascination médiévale tardive pour les reliques rachetées de la captivité islamique – des reliques réfugiées comme la tête de saint André, la Sainte Lance et d’innombrables fragments de la Vraie Croix.
Comme le montre ce texte, l’intérêt pour la maison n’était ni entièrement spontané ni entièrement populaire dans son orientation. Les successeurs de Sixte IV à son neveu Jules II voulurent s’approprier et exploiter le culte pour des intérêts plus larges, visant à maintenir le contrôle sur les états papaux du nord et de lancer une nouvelle croisade contre les Turcs. Les papes ont déployé la Sainte Maison dans ces campagnes politiques à travers une variété de médias, y compris les bulles, indulgences, orations, fondations ecclésiastiques, liturgies, théâtre urbain, grâce notamment à la nouvelle technologie de l’imprimerie.
Tandis que la Sainte Maison errait dans les airs, au-dessus de la mer, jusqu’à Rome, et dans la presse, elle a servi de point focal pour la dévotion religieuse et l’anxiété ethnique, la grandiosité pontificale et son imagerie autoritaire.

## À noter
Cet article est tiré en grande partie de l’article de Margaret.H.Meserve pour l’American Historical Association de la Nouvelle Orléans.